# Hulhulé
Hulhulé is een van de onbewoonde eilanden van het Kaafu-atol behorende tot de Maldiven. Op het eiland ligt de internationale luchthaven Malé International Airport.
Ten oosten van Hulhulé is een groot landaanwinningsproject gaande. Het is de bedoeling dat een deel van het overbevolkte Malé hier wordt gehuisvest.

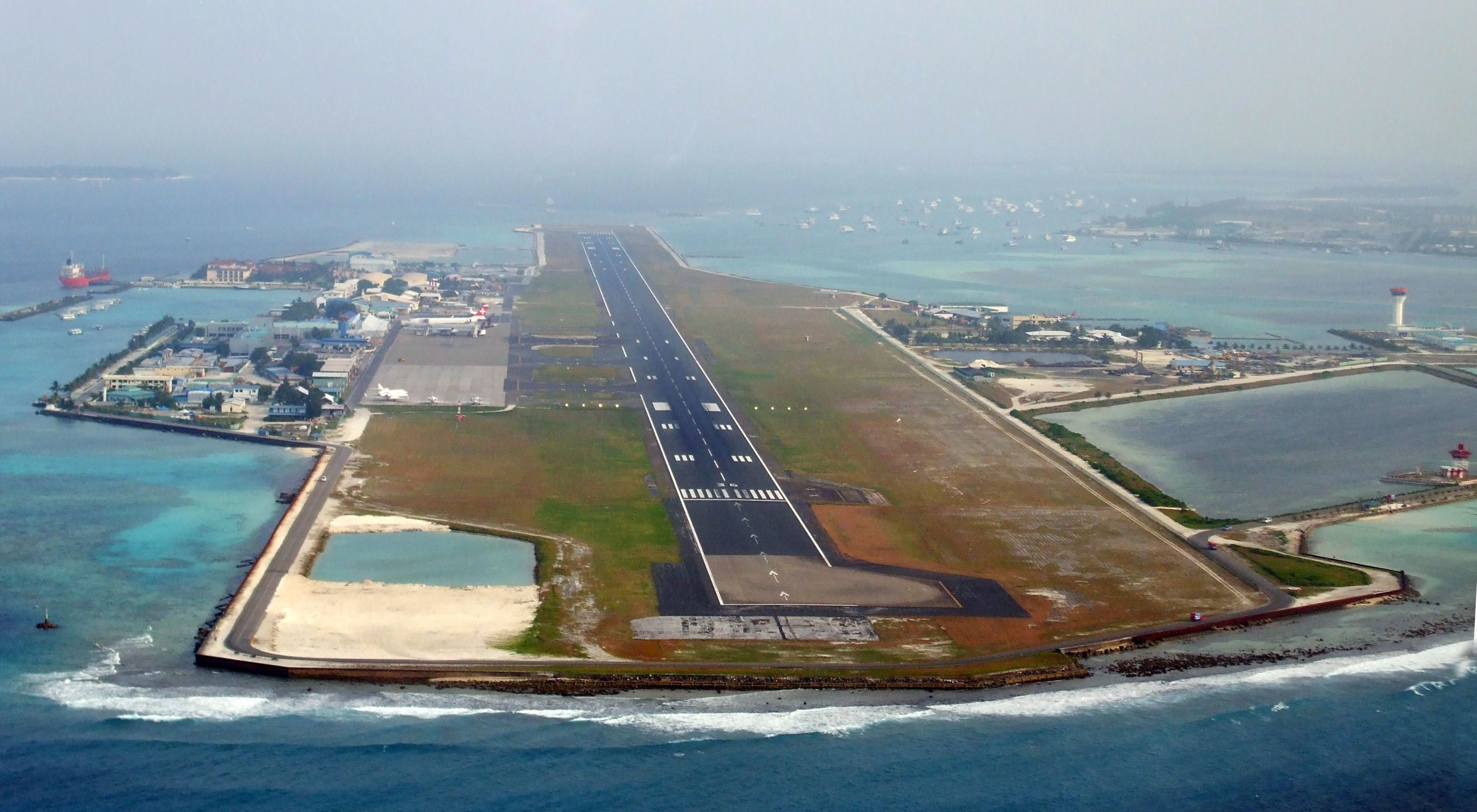